# Ophiorrhiza pumila
Ophiorrhiza pumila är en måreväxtart som beskrevs av John George Champion och George Bentham. Ophiorrhiza pumila ingår i släktet Ophiorrhiza och familjen måreväxter. Inga underarter finns listade i Catalogue of Life.